# Celina Pereira
Celina Pereira là một ca sĩ Cabo Verde và là một nhà giáo dục.

## Nghề nghiệp
Cô là một giáo viên tiểu học ở Viseu. Cô đã xuất bản đĩa đơn đầu tiên vào năm 1979 Bobista (hiện được đánh vần là Bubista trong Boa Vista Creole) bởi nhãn Discos Monte Cara của Bana. Năm 1986, cô đã thu âm album đầu tiên Força di Cretcheu (Força do Meu Amor) và được giám đốc âm nhạc Paulino Vieira sắp xếp và bao gồm những câu chuyện về vần điệu, vở kịch và công việc.
Năm 1990, cô phát hành LP Estória, Estória. . . Không có Arquipélago das Maravilhas Điều này cũng được thực hiện bởi Paulino Vieira. Cô bắt đầu làm việc để kể chuyện ở Hoa Kỳ vào năm 1991.
Cô đã xuất bản album Nós Tradição (Truyền thống của chúng tôi) cùng với nhà xuất bản Pháp Melódie vào năm 1993. Cô đã tham gia vào phần tổng hợp Pensa nisto! . . .. Đĩa Harpejos e Gorjejos được xuất bản năm 1998 và hát bằng tiếng Bồ Đào Nha và Creole. Nói với giám đốc âm nhạc Zé Afonso. Cô đã giải thích morna "Bejo de saudade" của B. Leza với nhà mốt Carlos Zel.
Cô đã làm việc với Martinho da Vila trong bài hát "Nutridinha (nutridinha do sal)" trên đĩa Lusofonia năm 2000. "Estória, Estória..." đã được thu âm lại trên CD và một băng đĩa audiobook và giành được một số giải thưởng quốc tế. Cô đã được tổng thống Bồ Đào Nha, ông Jorge Sampaio trao tặng huân chương khen thưởng - bằng kỷ niệm chương - bằng công việc và lĩnh vực giáo dục văn hóa Cabo Verde.
"Estória, Estória Do do Tambor a Blimundo", một cuốn sách nói khác đã phục hồi di sản quan trọng của những câu chuyện và vần điệu truyền thống châu Phi. Các hình minh họa được thực hiện bởi Ý Claudia Melotti và các văn bản được thực hiện bởi chính cô với sự chuyển thể của hai câu chuyện châu Phi.
Cô đã chuẩn bị cho một phiên bản mới, một phiên bản đa ngôn ngữ với các phiên bản tiếng Bồ Đào Nha, Cabo Verde Creole, tiếng Anh và tiếng Pháp. Minh họa được thực hiện bởi họa sĩ Mozambican, Roberto Chichorro.
Cô đã chuẩn bị một phiên bản truyện kể dựa trên lịch sử của đảo Boa Vista ở Cabo Verde.
Pereira đã tổ chức Lễ trao giải Sự nghiệp Hòa nhạc về B. Leza vào năm 2014.

## Danh sách đĩa hát

### Album
- Bobista, Nha Terra / Oh, Boy! (Độc thân, Monte Cara, 1979)
- Força de cretcheu (Lp, Dacapo, 1986)
- Estória, Estória... No Arquipélago das Maravilhas (Truyện, Truyện, Quần đảo tuyệt vời) (1990)
- Nos Tradição (Melodie, 1993) (Sonovox, 1994)
- Harpejos e Gorgeios (CD, Sonovox, 1998)
- Estória, estória... không có arquipélago das maravilhas vol. 1 (CD, Phim, 1998)
- Estória, estória... không có arquipélago das maravilhas vol. 1 (audiobook, Editora Independente)
- Estória, estória... làm tambor a Blimundo vol.2 (audiobook, Tabanka Onlus, 2004)

### Đĩa đơn
- "Força di cretcheu" (1993/1994) - trong album Nos Tradição, ban đầu bởi Eugénio Tavares